# Camillo De Lellis
Camillo De Lellis (* 11. Juni 1976 in San Benedetto del Tronto) ist ein italienischer Mathematiker, der sich mit Partiellen Differentialgleichungen, geometrischer Analysis sowie Variationsrechnung (geometrische Maßtheorie) befasst.

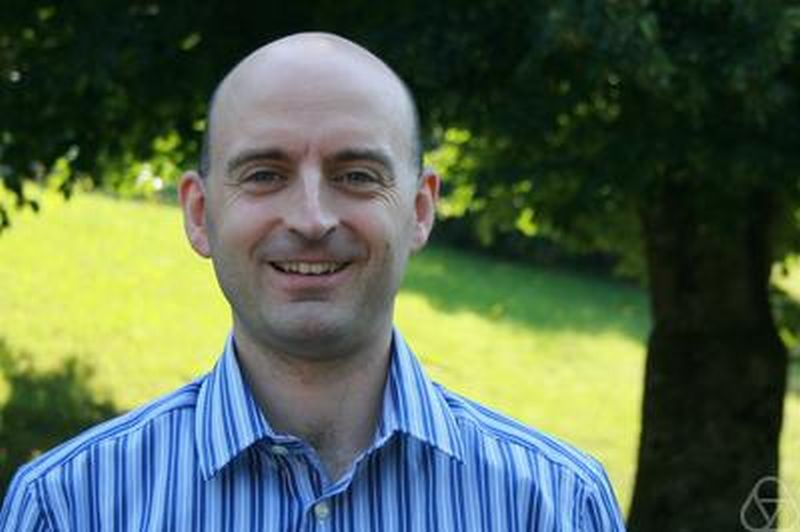
Camillo De Lellis, Oberwolfach 2012

## Leben
De Lellis studierte ab 1995 an der Universität Pisa und der Scuola Normale Superiore in Pisa mit dem Laurea-Abschluss an der Universität Pisa 1999 summa cum laude. 2000 erhielt er sein Diplom in Mathematik an der Scuola Normale Superiore und wurde dort 2002 bei Luigi Ambrosio promoviert (On the Jacobian of weakly differentiable maps). Als Post-Doktorand war er am Max-Planck-Institut für Mathematik in den Naturwissenschaften in Leipzig und 2003 an der ETH Zürich. 2004 wurde er Assistenzprofessor und 2005 Professor an der Universität Zürich. 2018 wurde er als Professor an das Institute for Advanced Study in Princeton berufen.

## Wirken
Sein Hauptarbeitsgebiet sind die Untersuchung von Partiellen Differentialgleichungen und deren Singularitäten, zum Beispiel in der Theorie der Minimalflächen oder in der Hydrodynamik (Euler-Gleichungen inkompressibler idealer Flüssigkeiten, Stoßwellen als Lösungen von hyperbolischen Erhaltungssätzen, Navier-Stokes-Gleichungen). Mit László Székelyhidi gab er einen neuen Beweis des Scheffer-Shnirelman-Paradoxons (nach Vladimir Scheffer, Alexander Shnirelman) für schwache Lösungen von Euler-Gleichungen in zwei Dimensionen, die anschaulich dem plötzlichen Auftreten von Turbulenzen ohne äußere Einwirkung aus dem Ruhezustand heraus entsprechen.
2009 erhielt er die Stampacchia-Medaille. Er war eingeladener Sprecher auf dem Internationalen Mathematikerkongress in Hyderabad 2010 (Almgren’s Q-valued functions revisited) und hielt einen Plenarvortrag auf dem Europäischen Mathematikerkongress in Krakau 2012 (Dissipative solutions of the Euler equations). 2013 erhielt er den Fermat-Preis für seine grundlegenden Beiträge (in Zusammenarbeit mit László Székelyhidi) zur Vermutung von Onsager über dissipative Lösungen der Eulergleichungen und seine Arbeiten zur Regularität von Minimalflächen (Laudatio). 2014 erhielt er den Premio Caccioppoli der Unione Matematica Italiana. Für 2020 wurde ihm der Bôcher Memorial Prize der American Mathematical Society zugesprochen, für 2021 der Antonio-Feltrinelli-Preis der Accademia Nazionale dei Lincei. Ebenfalls 2021 wurde Camillo De Lellis als Mitglied in die Nationale Akademie der Wissenschaften Leopoldina aufgenommen. Seit 2016 ist er Mitglied der Academia Europaea. Für 2022 wurde ihm der Maryam Mirzakhani Prize in Mathematics zuerkannt und er hielt einen Plenarvortrag auf dem Internationalen Mathematikerkongress (Regular and singular minimal surfaces). De Lellis wurde als Colloquium Lecturer der American Mathematical Society 2023 ausgewählt und 2024 zum Mitglied der American Academy of Arts and Sciences gewählt.

## Schriften (Auswahl)
- Rectifiable sets, densities and tangent measures. European Mathematical Society (EMS), Zürich 2008, ISBN 978-3-03719-044-9.
- mit László Székelyhidi Jr.: The Euler equations as a differential inclusion. In: Annals of Mathematics. Serie 2, Band 170, Nr. 3, 2009, S. 1417–1436, JSTOR:25662181.
- mit László Székelyhidi Jr.: Dissipative continuous Euler flows. In: Inventiones Mathematicae. Band 193, Nr. 2, 2013, S. 377–407, doi:10.1007/s00222-012-0429-9.
- mit László Székelyhidi Jr.: On turbulence and geometry: from Nash to Onsager. In: Notices of the American Mathematical Society. Band 66, Nr. 5, 2019, S. 677–685, doi:10.1090/noti1868.